# Santa Maria (Bragança)
Santa Maria ist ein Ort und eine ehemalige Gemeinde (Freguesia) im portugiesischen Kreis Bragança. Die Gemeinde hatte 3935 Einwohner (Stand 30. Juni 2011).
Sie war eine der Innenstadtgemeinden der Stadt Bragança. Einige der wichtigsten Sehenswürdigkeiten, darunter die Burganlage, liegen im Gebiet der ehemaligen Gemeinde.
Am 29. September 2013 wurden die Gemeinden Bragança (Santa Maria), Meixedo und Bragança (Sé) zur neuen Gemeinde União das Freguesias de Sé, Santa Maria e Meixedo zusammengeschlossen.